# Алтайский краевой театр драмы имени В. М. Шукшина
Алтайский краевой театр драмы имени В. М. Шукшина — ведущий драматический театр в Барнауле и Алтайском крае, один из крупнейших театральных коллективов Западной Сибири, названный в честь известного советского писателя Василия Макаровича Шукшина.

## История
Алтайский краевой театр драмы им. В. М. Шукшина — старейший театр на Алтае, один из крупнейших театральных коллективов Западной Сибири, отметивший в 2021 году своё 100-летие.
Организован в 1921 году в Барнауле на основе слияния лучших профессиональных коллективов Алтайской губернии в труппу первого Государственного театра. 27 ноября 1921 года на сцене Народного дома героической драмой «Трильби» Государственный театр открыл свой первый театральный сезон. В 1936 году Барнаульский драматический театр становится стационарным городским театром. В 1937 году, с образованием Алтайского края, театр получил статус Алтайского краевого театра драмы. В 1991 году постановлением администрации Алтайского края театру присвоено имя выдающегося писателя, кинорежиссёра и актёра, Василия Макаровича Шукшина «За большие заслуги в художественно-сценическом воплощении его литературного наследия». Ежегодно театр включает в свой репертуар спектакли по произведениям В. М. Шукшина («Сила сердечная, боль заповедная» (2009), «До третьих петухов» (2010), «Блудный сын»(2011), «Я пришел дать вам волю» (2014), «И разыгрались же кони в поле...» (2018)).
По инициативе Губернатора Алтайского края А. Б. Карлина в 2006 году проведена капитальная реконструкция здания театра, построенного в 1979 году — в новом архитектурном решении и современном дизайне представлены фасад здания, интерьеры фойе, зрительный зал и сцена, установлено современное сценическое оборудование.
20 октября 2009 года в должность директора театра вступил Сергей Анатольевич Медный, а главным режиссёром назначен Роман Николаевич Феодори (Ильин).
С 21 октября 2011 года директором театра назначена Любовь Михайловна Березина.
В 2012—2013 годах пост главного режиссёра театра занимал Илья Владимирович Ротенберг.
В 2013 году в театре открыта Экспериментальная сцена.
В 2020 году в преддверии 100-летия со дня основания театр провел масштабный ребрендинг.
В 2023 году главным режиссёром назначен Георгий Цнобиладзе.
В 2024 году главным режиссёром стал Артём Терёхин.
На протяжении всей истории театра неизменным остается его творческое кредо: бескорыстное служение драматическому искусству, профессионализм, зрелищность, глубина и сила сценического образа. Репертуарный диапазон театра настолько широк, что вмещает в себя пьесы практически всех эпох, культур и жанров, от средневековой европейской драматургии до ультрасовременных произведений. Сегодня театр предлагает своему зрителю спектакли по произведениям У. Шекспира, А.С. Пушкина, А.Н. Островского, А.П. Чехова, М.А. Булгакова и многих других авторов.
Сегодня театр драмы — постоянный участник и лауреат крупных российских театральных фестивалей «Ново-Сибирский транзит», «Реальный театр», «Золотая Маска», «Коляда-Plays» и других.
Алтайский краевой театр драмы активно сотрудничает с другими театрами сибирского региона, участвуя в обменных гастролях по городам Западной Сибири, Дальнего Востока: Кемерово, Томск, Новокузнецк, Новосибирск, Иркутск, Хабаровск.

## Здание театра

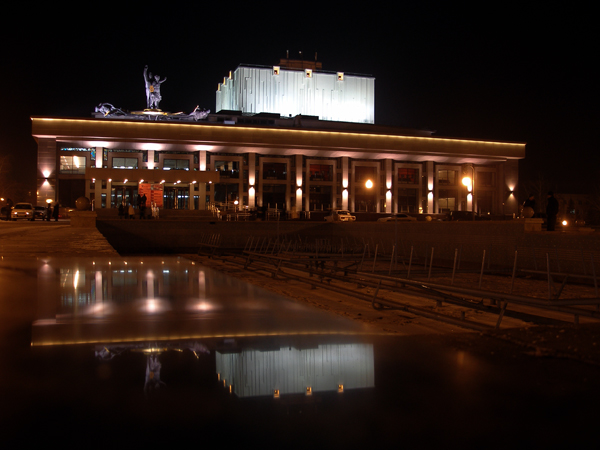
Ночная подсветка здания театра

Современное здание театра было построено на главной площади Барнаула по типовому проекту Центрального научно-исследовательского института экспериментального проектирования зрелищных зданий в самом конце 1972 года (архитекторы Н. Куренной, А. Горшков, А. Лабуренко) с широкой парадной лестницей ведущей к проспекту Ленина. Здание театра украшено скульптурной композицией (автор скульптуры — народный художник РСФСР Георгий Нерода), мозаичным панно, фресками на потолках фойе и зрительного зала (художник — Яков Батурин), цветными витражами.
Торжественное открытие нового театрального здания состоялось 11 февраля 1973 года премьерой спектакля «Салават Юлаев» по пьесе М. Карима.
Вместимость большого зрительного зала — 711 мест, экспериментальной сцены — 183 мест, малой — 59 мест.
В здании театра действует Театральный музей с постоянной экспозицией, проводятся художественные и музейные выставки, экскурсии по театру.

### Реконструкция

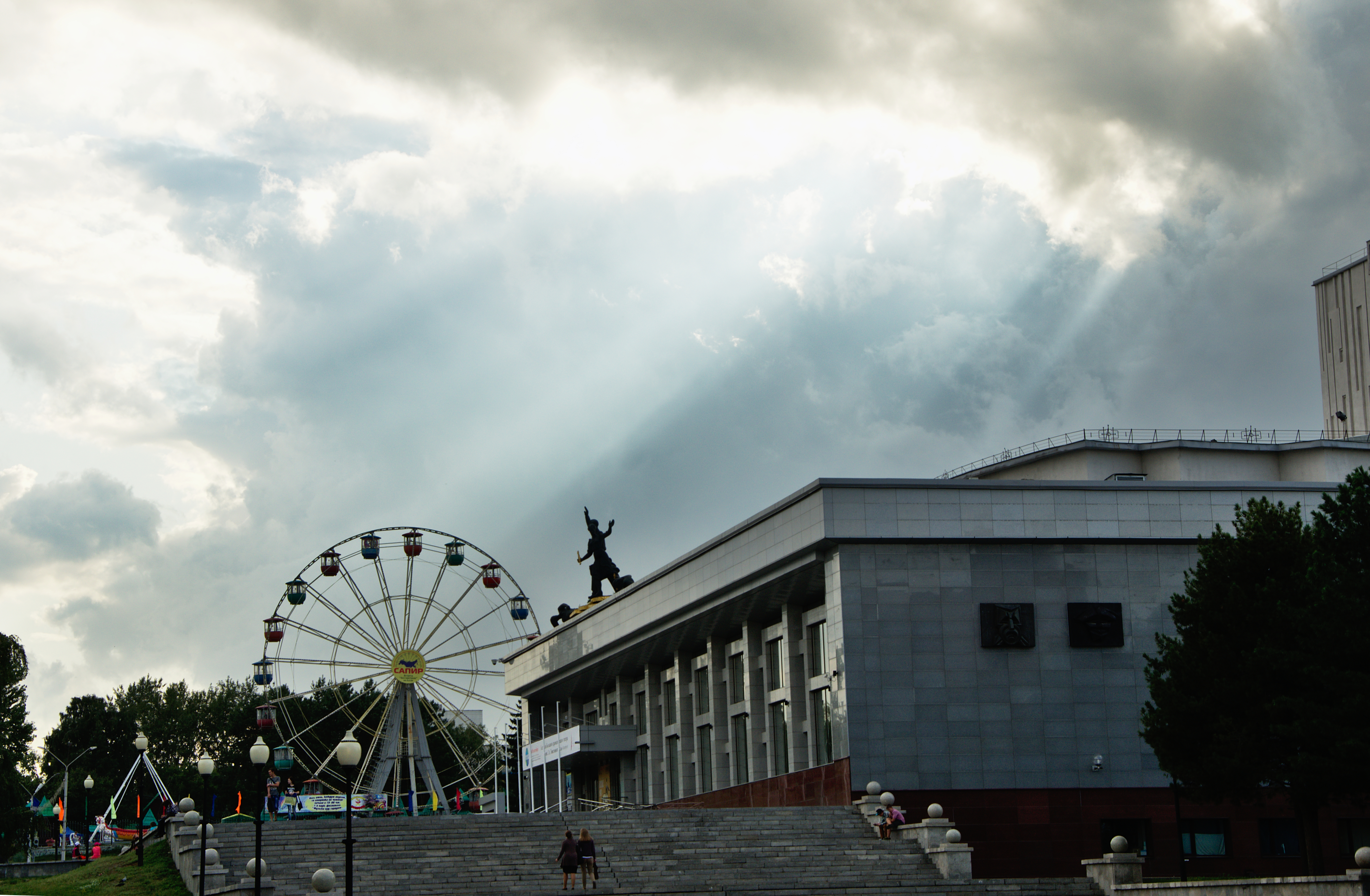
Вид со стороны проспекта Ленина. 2014г.

По инициативе Губернатора Алтайского края Александра Богдановича Карлина в 2006—2007 годах была проведена масштабная реконструкция здания театра, которая вошла в план мероприятий по подготовке к празднованию 70-летия Алтайского края. Основной объём работ был рассчитан на три с половиной года, а проведен в рекордные сроки — за девять месяцев. На ремонте здания театра трудились в три смены более 300 человек: бригады строителей, отделочников, сантехников, электриков, сварщиков, плиточников, специалистов по установке систем вентиляции и кондиционирования воздуха, систем противопожарной защиты, по установке сценического оборудования и художественного света.
Архитектурный проект реконструкции осуществлен ООО «Архитектурная Мастерская Тоскина» (АМТ-Проект) и ОАО «Алтайгражданпроект». Главный архитектор проекта Евгений Тоскин ставил задачу сохранить ставший привычным всем жителям краевой столицы архитектурный облик здания — памятника культуры, но внести современные изменения.
Фасад здания теперь облицован нестандартного размера плитами из натурального гранита, специально выточенными для театра. Водосточные трубы скрыты, полностью восстановлены декоративные маски на здании театра, появилась новая надпись «Алтайский краевой театр драмы имени В. М. Шукшина», отреставрированы мозаичные панно бокового фасада и скульптура на крыше здания. На крыльце главного входа оборудован пандус. Смонтирована ночная подсветка, которая стала настоящим украшением здания театра в темное время суток.
Внутренняя планировка театра тоже подверглась изменениям. Стены и пол фойе отделаны гранитом, колонны облицованы чёрным мрамором. Старая парадная лестница, ведущая на второй этаж театра, была изменена кардинально: теперь её V-образная конструкция не только украшает интерьер театра, но является очень функциональной для пропуска зрительского потока на второй этаж. Отреставрированы оконные витражи, получившие дополнительную подсветку. Торцевая стена 2-го этажа зрительского фойе украшена мозаичным панно «Озеро Моховое», выполненным на Колыванском камнерезном заводе, на первом этаже установлена величественная колыванская ваза — подарок губернатора. В отделке интерьера преобладают белый, чёрный, красный и терракотовые цвета.
Изменился и зрительный зал. Пол поднят на полметра, сокращение зрительских мест с 852 до 711 окупается комфортностью и удобством. На сцене — новый расшитый золотом занавес. Настелен новый сценический планшет, появилось новое современное сценическое оборудование — новый свет и звук.
Отремонтированы производственно-технические помещения театра, появился репетиционный зал площадью 220 м².

## Репертуар

### Спектакли
В современном репертуаре театра — 36 спектакля на август 2025 года. Актуальное расписание
В своем творчестве театр ориентируется на лучшие образцы русской и зарубежной классики. В репертуаре представлены спектакли по пьесам сибирских авторов и комедии российских драматургов, современные популярные зарубежные пьесы.

### Современный репертуар
- 2009 — «Эдит Пиаф» моноспектакль Галины Зориной, режиссёр Татьяна Бычкова, Галина Зорина
- 2011 — «Приключения Чиполлино» Дж. Родари, режиссёр Александр Кладько
- 2014 — «Эти свободные бабочки» Л. Герш, режиссёр Юрий Ядровский
- 2014 — «Пленные духи» бр. Пресняковы, режиссёр Алексей Логачев
- 2015 — «Укрощение строптивой» У. Шекспир, режиссёр Алексей Логачёв
- 2015 — «Квадратура круга» В. Катаев, режиссёр Максим Астафьев
- 2016 — «Барышня-крестьянка» А.С. Пушкин, режиссёр нар.артист Александр Зыков
- 2017 — «Зойкина квартира» М. Булгаков, режиссёр Алексей Логачев
- 2017 — «Феномены» Г. Горин, режиссёр нар.артист Александр Зыков
- 2018 — «Темные аллеи» И. Бунин, режиссёр Максим Астафьев
- 2018 — «Провинциальные анекдоты» А. Вампилов, режиссёр Антон Свит
- 2018  — «Бесприданница» А. Островский, режиссёр Максим Астафьев
- 2018  — «Время женщин» Е. Чижова, режиссёр Марина Глуховская —
- 2019 — «Самоубийца» Н. Эрдман, режиссёр Алексей Логачев
- 2019 — «Кроткая» Ф. Достоевский, режиссёр Рача Махатаев
- 2020 — «Ревизор» Н. Гоголь, режиссёр Алексей Шавлов
- 2020 — «Лёха» Ю. Поспелова, режиссёр Ирина Астафьева
- 2021 — «Интуиция» А.Цыпкин, режиссёр Данил Чащин
- 2021 — «Непрощённая» А. Лиханов, режиссёр Евгений Гомоной
- 2022 — «Дни нашей жизни» Л. Андреев, режиссёр Дмитрий Огородников
- 2022 — «Космос» А. Житковский, режиссёр Дмитрий Акимов
- 2022 — «Антигона» Ж. Ануй, режиссёр Николай Реутов
- 2023 — «Авиатор» Е. Водолазкин, режиссёр Артём Тёрехин
- 2023 — «Дело Кречинского» А. Сухово-Кобылин, режиссёр Дмитрий Огородников
- 2023 — «Мамино платье» А. Житковский, режиссёр Татьяна Тимофеева
- 2023 — «Облако-рай» Г. Николаев, режиссёр Галина Зальцман
- 2023 — «Король Лир» У. Шекспир, режиссёр Георгий Цнобиладзе
- 2023 — «Не скажу» А. Цыпкин, режиссёр Георгий Цнобиладзе
- 2024 — «Саша, привет!» по мотивам романа Д. Данилова, режиссёр Арём Терёхин
- 2024 — «Титов. Долгое ожидание», режиссёр Дмитрий Огородников
- 2024 — «Сильвия» А. Герни, режиссёр Николай Реутов
- 2024 — «Дитёнок мой...» Д. Богославский, режиссёр Георгий Цнобиладзе
- 2024 — «Детство» Л. Н. Толстой,  режиссёр С. Баженова
- 2024 — «Морозко» инсц. А. Терёхина
- 2025 — «Шинель» по мотивам повести Н. В. Гоголя, режиссёр-хореограф Александр Шуйский
- 2025 — «Идиот» по мотивам романа Ф.М. Достоевского, режиссёр Артём Терёхин
- 2025 — «Домик для царя зверей» В.Трегубенко режиссёр Артём Терёхин

## Труппа

### Текущий состав
В труппе театра 45 артистов, среди которых мастера сцены и большая группа талантливой молодёжи. Один актёр театра удостоен звания «Народный артист России» и четыре — «Заслуженный артист России». Полный список действующих актеров
- Народный артист России Георгий Тихонович Обухов
- Заслуженные артисты России: Эдуард Викторович Тимошенко, Антон Кирков
- Заслуженные артисты России и Бурятии: Николай Александрович Мирошниченко и Надежда Павловна Царинина
- Заслуженные артисты Алтайского края: Галина Зорина
- Ведущие мастера сцены: Елена Адушева, Валерий Зеньков, Галина Зорина, Лена Кегелева,  Антон Кирков, Татьяна Королёва, Тамара Павлова, Вадим Синицын, Любовь Сорокина, Евгений Бакуменко, Анна Бекчанова, Дмитрий Плеханов, Александр Шубин

### Гордость и память театра
- Лесников Иван Викторович (1902—1953) — заслуженный артист РСФСР (1950). Работал с 1939 по 1953 год.
- Коковкин Анатолий Кондратьевич (1909—2001) — заслуженный артист РСФСР (1955). Работал с 1936 по 1976 год.
- Мачкасов, Валентин Павлович (1910—1990) — народный артист РСФСР (1965). Работал с 1959 по 1965 год.
- Двоеглазов, Леонид Иванович (1919—1988) — народный артист РСФСР (1978). Работал с 1946 по 1988 год[5]
- Суров, Борис Николаевич (1924—1994) — заслуженный артист РСФСР (1968). Работал с 1956 по 1971 год.
- Шелякина Александра Мартыновна (1910—1989) — заслуженная артистка РСФСР (1980). Работала с 1947 по 1988 год.
- Бурова-Будкеева Мария Ивановна (1930—2004) — актриса драмы работала в театре с 1954 по 2004 год.
- Паротиков, Дементий Гаврилович (1927—2011) — народный артист РСФСР (1979), Почетный гражданин Алтайского края. Работал с 1946 по 2011 год[6]
- Шпанова-Талалаева Светлана Петровна (1927—2013) — народная артистка РСФСР (1980). Работала с 1970 по 2013 год[7]
- Самохвалов, Алексей Николаевич (1922—2017) — заслуженный артист РСФСР (1979). Работал с 1950 по 1958 год и с 1974 по 2017 год

## Награды и премии
- Премия Алтайского края (2000, 2004), Премия главы администрации Барнаула (2000), Демидовская премия (2009) в области театрального искусства;
- Участие в межрегиональных театральных фестивалях «Сибирский транзит» (2001—2008), Всероссийском фестивале «Реальный театр» (2003), Международном театральном фестивале «Ученики мастера» (2006), XV Всероссийском театральном Фестивале «Золотая Маска» (2009, 2012);
- Гран-при и премия им. В. П. Редлих III Межрегионального театрального фестиваля «Сибирский транзит» (Омск, 2003);
- Гран-при VII Межрегионального театрального фестиваля «Сибирский транзит» (Барнаул, 2008);
- Национальная театральная премия «Золотая Маска» — специальная премия жюри драматического театра и театра кукол (Москва, 2009);
- XVIII Национальная театральной премией «Золотая Маска» — специальная премия жюри драматического театра (Москва, 2012)
- ХХ Национальная театральная премия «Золотая Маска» — почетная Специальная премия «За выдающийся вклад в развитие театрального искусства» народному артисту РФ Георгию Обухову (Москва, 2014)
- Дипломы Лауреата II Всероссийского молодежного театрального фестиваля им. В. С. Золотухина спектакля «Укрощение строптивой» У.Шекспира в пяти номинациях «Лучшая мужская роль», «Лучшая женская роль», «Лучшая женская эпизодическая роль», «За мастерство в молодой режиссуре» и «Лучшая работа художника-сценографа» (2016);
- Премия Алтайского края в области литературы, искусства, архитектуры и народного творчества за спектакль «Укрощение строптивой» У.Шекспира (2016).
- Диплом I Межрегионального фестиваля-конкурса комедий "Зрительский успех" (г.Красноярск) в номинации "Лучший художник" спектакля "Укрощение строптивой" У.Шекспира (2018)